# Klarnetnik blady
Klarnetnik blady (Myadestes lanaiensis) – gatunek średniej wielkości ptaka z rodziny drozdowatych (Turdidae), podrodziny klarnetników. Występował na trzech spośród hawajskich wysp; podgatunki z Oʻahu i Lānaʻi wymarły, trzeci o niejasnym statusie podawany był z Molokaʻi. Gatunek jest klasyfikowany jako krytycznie zagrożony wyginięciem, prawdopodobnie wymarły. Ostatnia pewna obserwacja miała miejsce w 1980. Gatunku nie uznano za wymarły ze względu na miejsce ostatniej obserwacji, bowiem jest nim bardzo trudno dostępny płaskowyż i nie prowadzono w ostatnich latach badań terenowych na jego obszarze.

## Taksonomia
Po raz pierwszy gatunek opisał Scott B. Wilson w 1891. Nowemu gatunkowi nadał nazwę Phæornis lanaiensis. Holotyp pochodził z Lānaʻi. Obecnie (2025) Międzynarodowy Komitet Ornitologiczny umieszcza klarnetnika bladego w rodzaju Myadestes. Wyróżnia trzy podgatunki:
- † M. l. woahensis	(Bloxam, 1899) – klarnetnik brązowy[5] – znany wyłącznie z holotypu pozyskanego w 1825 na Oʻahu[6]. Po raz pierwszy opis gatunku opublikowano w 1899. Autorem opisu był Andrew Bloxam, holotyp pozyskał podczas podróży na HMS Blonde, jednak jego notatki ukazały się dzięki staraniom jego syna, Roby’ego Bloxama. Nowy gatunek został nazwany Turdus woahensis[7]. Holotyp przechowywany jest w Muzeum Historii Naturalnej w Tring, pozbawiony jednak daty pozyskania, Storrs L. Olson odnalazł prawdopodobny typ również w Filadelfii[8]. Okaz z Tring, będący spreparowanym młodocianym osobnikiem, podpisany był jako Geocichla i oznaczony numerem 150a, który nie pasował do żadnego znanego wówczas katalogu. Do ptaka dołączona była adnotacja Cannot find any data for this but it appears to be lanaiensis—DG (Derek Goodwin). Na jego powiązanie z klarnetnikiem brązowym wskazuje ilustracja z pewnego katalogu podpisana Turdus squamatus, Sandw Isl. or Chili, Lord Byron Capt. R.N. Podkreślona część zapisana była ołówkiem. Być może wyraz squamatus nie był epitetem gatunkowym, a odnosił się do łuskowanego wyglądu ptaka. W zapiskach Bloxama nie ma wzmianki o jakimkolwiek innym gatunku, który miałby łuskowany wygląd, stąd prawdopodobnie łuskowany w wyglądzie okaz muzealny został przedstawiony właśnie na wspomnianej tablicy barwnej. Prawdopodobny okaz dorosłego ptaka został zlokalizowany przez Olsona w Akademii Nauk Przyrodniczych w Filadelfii[9].

Klarnetnik brązowy znany jest też ze szczątków subfosylnych przechowywanych w Waszyngtonie. Nie przez wszystkich autorów jest uznawany za podgatunek klarnetnika bladego. Autorzy HBW uznają go za odrębny gatunek, podobnie jak BirdLife International, IUCN klasyfikuje go osobno. Fleischer wspominał o nieopublikowanych wynikach badań genetycznych mających świadczyć o słuszności rozdzielania klarnetnika brązowego i bladego jako osobnych gatunków.
- † M. l. lanaiensis (S.B. Wilson, 1891) – klarnetnik blady[5] – opisany przez Wilsona w 1891 bez podania liczby zbadanych osobników; jedynym wspomnianym wymiarem była długość skrzydła[3]. Wiadomo, że był to więcej niż jeden okaz, ptaki pozyskano w czerwcu 1888. W 1980 znano 44 okazy muzealne[14]. W posiadaniu miały je instytucje w Cambridge (Anglia), Cambridge (Massachusetts), Dreznie, Edynburgu, Honolulu, Lejdzie, Nowym Jorku, Paryżu, Filadelfii, Tring i Waszyngtonie[8].
- M. l. rutha (Bryan, 1908) – podgatunek z Molokaʻi, opisany w 1908 przez Williama Alansona Bryana pod nazwą Phæornis rutha. Epitet gatunkowy ma upamiętniać jego żonę. Wskazał trzy okazy typowe: samca odłowionego 30 kwietnia 1907, samicę odłowioną 22 kwietnia 1907 i młodocianego samca odłowionego 25 maja 1907. Wszystkie przekazano do Bernice Pauahi Bishop Museum w Honolulu[15]. Jest to najlepiej poznany podgatunek. W 1980 znano co najmniej 52 okazy muzealne. W toku historii nie wszyscy autorzy zgadzali się z koncepcją wydzielania M. l. rutha do osobnego podgatunku[14]. Storrs Olson i Helen F. James na podstawie badań okazów muzealnych uznali za właściwe rozdzielanie M. l. rutha i M. l. lanaiensis[16]. W latach 50. XIX wieku pojawiły się pogłoski o obserwacji ptaków tego podgatunku na Maui. Najprawdopodobniej były prawdziwe, jako że później odkryto tam szczątki subfosylne[8][10]. Według Juliana Hume’a niemal z pewnością był to osobny podgatunek[8].

Dawniej niektórzy autorzy umieszczali w jednym rodzaju Phæornis (Sclater, 1859) klarnetnika bladego, brązowego, siwego (M. obscurus), wąsatego (M. palmeri) oraz wymarłego krótkodziobego (M. myadestinus). Taką klasyfikację zastosowano przykładowo w Check-list of birds of the world (1964). Między tymi gatunkami występują jednak znaczące różnice w głosach.

## Zasięg występowania
Każdy z podgatunków zamieszkiwał osobną spośród hawajskich wysp, klarnetnik brązowy (M. l. woahensis) – Oʻahu, klarnetnik blady (M. l. lanaiensis) – Lānaʻi, a jedyny być może żyjący jeszcze M. l. rutha – Molokaʻi. Szczątki subfosylne i informacje słowne wskazują też na występowanie gatunku na Maui.
Na Molokaʻi klarnetniki blade na przełomie XIX i XX wieku miały być szczególnie liczne w dolinie Hālawa na wschodnim krańcu wyspy. Ostatnia pewna obserwacja z 1980 miała miejsce na niemalże niedostępnym płaskowyżu Olokuʻi w północno-wschodniej części wyspy, znacznie odizolowanym obszarze. Według BirdLife International zasięg na Molokaʻi obejmował wschodnią połowę wyspy.
Na Oʻahu Bloxam słyszał pieśń klarnetnika brązowego we wschodniej części wyspy podczas podróży przez Nuʻuanu Pali do Honolulu.
BirdLife International wskazuje zasięg podgatunku nominatywnego na Lānaʻi jako interior wyspy. George Munro wspominał, że pieśń klarnetników bladych najczęściej słyszał w północnej i południowej części lasu na Lānaʻi. Występowały też w okolicach Lanai City w centralnej części wyspy, którego rozrost zdaniem Munro odpowiadał za znikanie klarnetników.

## Morfologia

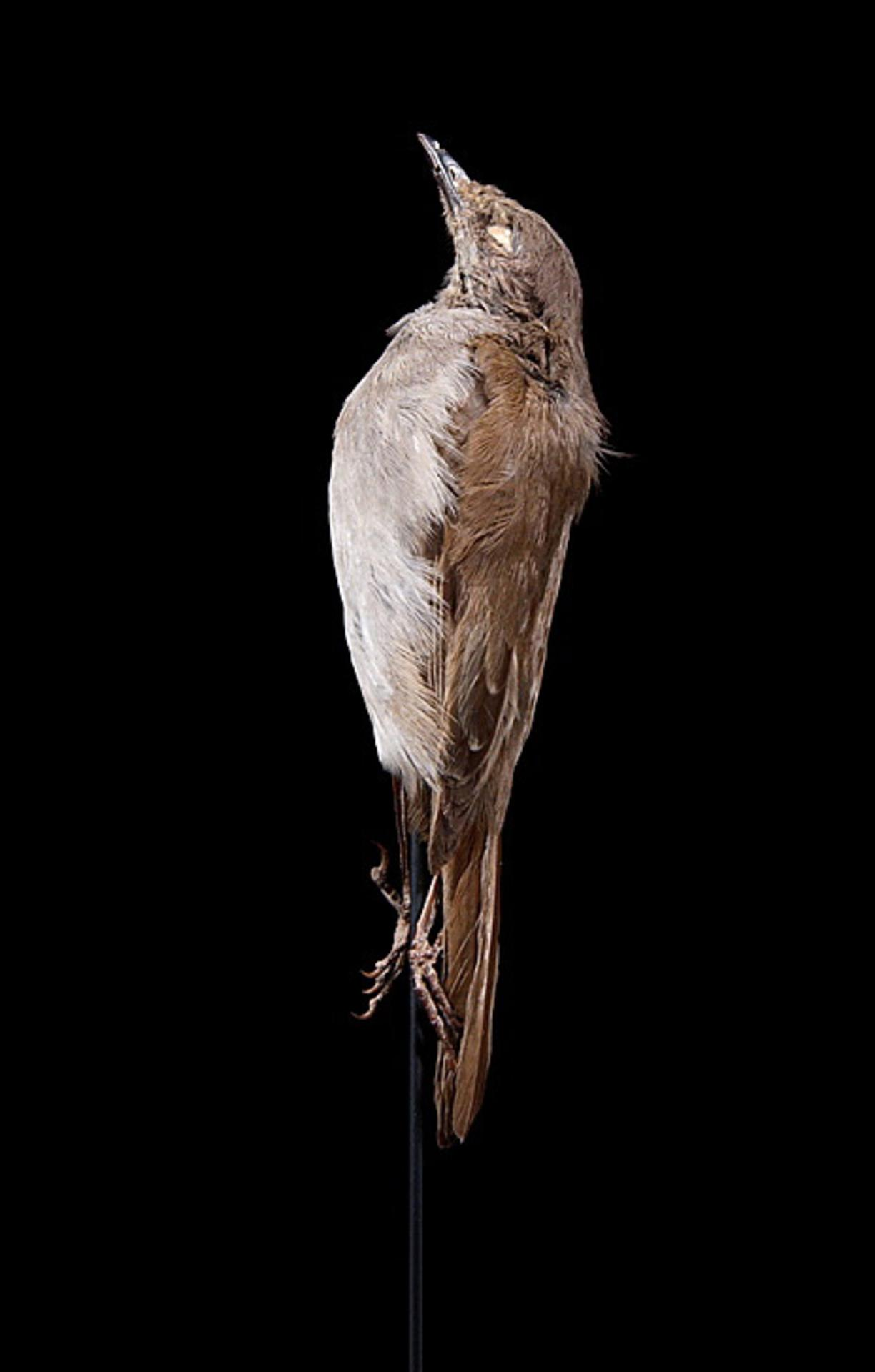
Okaz z Muzeum Historii Naturalnej w Lejdzie

Długość ciała wynosi 16–18 cm, u jedynego znanego okazu klarnetnika brązowego 19 cm. Dalsze wymiary szczegółowe dotyczą ptaków podgatunku nominatywnego lub M. l. rutha. Długość skrzydła dla 33 osobników: 87–96,5 mm; długość skoku (n=33): 32–36,5 mm; długość dzioba (do piór; n=29) 13–15 mm. Masa ciała jest nieznana.
Dymorfizm płciowy w upierzeniu niemalże nie występował. Czoło, ciemię i kark szarobrązowe, pozostała część wierzchu ciała oliwkowobrązowa. Na środku górnej części płaszcza widoczny szary nalot. Sterówki brązowe, jednak środkowa para sterówek oraz nasady wszystkich sterówek poza zewnętrznymi są oliwkowobrązowe. Zewnętrzna para sterówek jest jasnobrązowa, jej chorągiewki zewnętrznie białawe z płowobrązowym nalotem. Pokrywy skrzydłowe średnie i większe brązowe z oliwkowobrązowymi krawędziami. Skrzydełko ciemnobrązowe. Pokrywy pierwszorzędowe z cienkimi oliwkowobrązowymi krawędziami. Lotki pierwszorzędowe i drugorzędowe są brązowe, wąsko oliwkowobrązowo obrzeżone, lotki III rzędu nieco bardziej jasnobrązowe lub jednolicie oliwkowobrązowe. U nasady lotek II rzędu obecna jest kwadratowa płowopomarańczowa plama. Spód skrzydła srebrzyście biały, barwa ta sięga aż po nasady lotek II rzędu. Przód głowy szary lub szarooliwkowy, delikatnie białawo nakrapiany. Obszar od brody po pierś jest jasnoszary, pierś – jaśniejsza lub bardziej matowa, brzuch i okolice kloaki – kremowobiałe, pokrywy podogonowe – z płowym nalotem. Dziób czarny. Nogi i stopy czarne, podeszwy stóp żółte. Samice były upierzone podobnie do samców, odróżniała je ciemniejsza lub bardziej brązowa głowa oraz mniej szarości na wierzchu ciała. Osobniki młodociane mają część wierzchu ciała pokrytą brązowymi, oliwkowobrązowymi, płowymi i czarniawymi plamami, paskami czy innymi wzorami.
Według Bloxama holotyp klarnetnika brązowego miał oliwkowobrązowy wierzch ciała, krawędzie piór znacznie jaśniejsze, ogon i skrzydła brązowe, a dziób pokryty szczecinkami u nasady. Ptaki podgatunku M. l. rutha niewiele różnią się od osobników podgatunku nominatywnego. Osiągają nieco większe rozmiary ciała i mają nieco ciemniejszy oliwkowobrązowy wierzch ciała. Gardło i pierś mają bardziej szarą barwę, brzuch i pokrywy podogonowe – jaśniejszą. Dziób przeciętnie był dłuższy i szerszy.

## Ekologia i zachowanie
Środowiskiem życia klarnetników bladych były górskie lasy deszczowe z niskimi drzewami porośniętymi przez epifity, paprociami drzewiastymi oraz rozwiniętym podszytem. Występowały głównie w lasach powyżej 1000 m n.p.m. Choć zamieszkiwały w szczególności lasy górskie, jeszcze pod koniec pierwszej dekady XIX wieku opisywano gatunek jako pospolity na Moloka‘i i Lānaʻi na obszarze od nizin po góry. O klarnetnikach brązowych wiadomo bardzo niewiele. Bloxam obserwował je na zboczach wzgórza, zwrócił uwagę na ich dźwięczną pieśń. Klarnetniki blade były skrytymi ptakami, przebywały samotnie. Wykazywały kilka zachowań typowych dla hawajskich drozdowatych, między innymi siedzenie w wyprostowanej pozycji i podrygiwanie w razie zaalarmowania lub ekscytacji.
Pożywieniem klarnetników bladych były głównie owoce, poza tym zjadały również owady (zidentyfikowano muchówkę Mimesa z rodziny Crabronidae) i ślimaki. Jedynymi zidentyfikowanymi owocami były te Cheirodendron trigynum (haw. ʻŌlapa). Rothschild wspominał o owocach i nasionach znalezionych w żołądkach. Perkins w żołądku jednego ptaka znalazł niedojrzały owoc o tak dużym rozmiarze, że zapełniał całe wnętrze żołądka i musiał sprawić ptakowi problem podczas przełykania.

### Lęgi

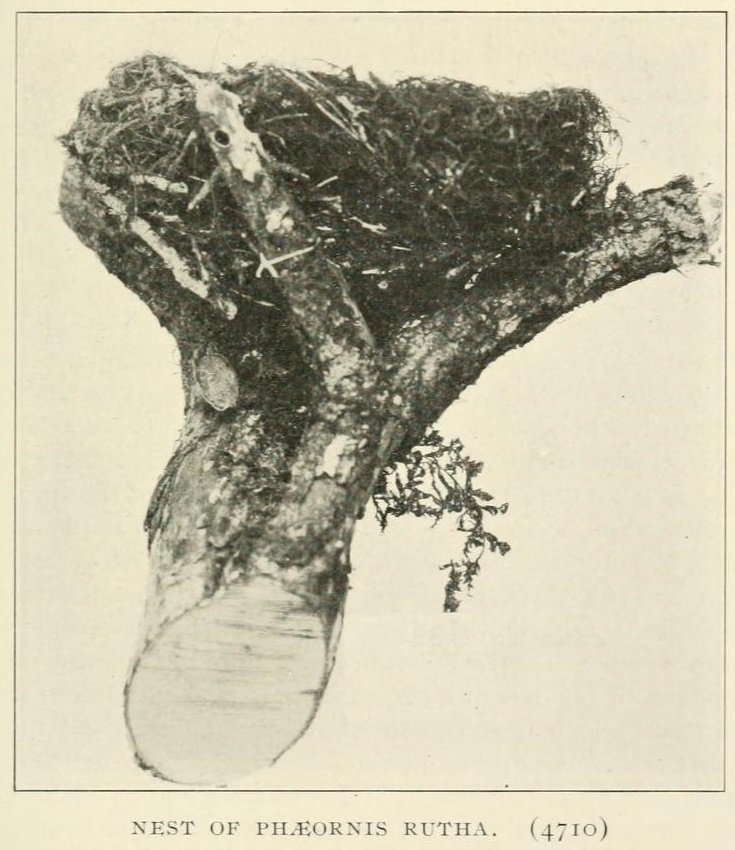
Gniazdo klarnetnika bladego M. l. rutha, 1908

Munro od 1913 poszukiwał gniazda klarnetnika bladego na Lānaʻi, jednak bez powodzenia. Na Molokaʻi młodocianego samca pozyskano 25 maja. Według Bryana wówczas większość ptaków była już jednak w szacie ostatecznej. 1 maja znalazł gniazdo bez jaj, jednak jego zdaniem wyglądało na używane i zbudowane niedawno.
W przypadku M. l. rutha znaleziono trzy nieużywane gniazda, jedno z nich opisał już Bryan (przedstawiono je na grafice po prawej). Według Munro gniazda budowane były w najgęstszych częściach podszytu lub w gęstych skupiskach paproci i pnączy. Perkins opisał dwa gniazda na wysokości około 7,5 m nad ziemią i nie wspominał o podszycie (w książce Thrushes wydanej przez Bloomsbury Publishing można odnaleźć informację, jakoby odnalazł 3 gniazda na wysokości 25–30 m nad ziemią; opisał jednak dwa gniazda na wysokości 25 stóp – nie metrów – nad ziemią). Jedno ulokowane było na Myrsine lessertiana (haw. kōlea, co Perkins zapisał jako koolea), drugie na Metrosideros polymorpha. Gniazdo opisane przez Bryana znajdowało się 9 m nad ziemią. Miało około 15 cm średnicy zewnętrznej i 9 cm wysokości. Średnica wewnętrzna wynosiła 9 cm, wysokość – 4 cm. Zewnętrzną warstwę tworzyły gałęzie M. polymorpha (wspomnianego przez autora jako ohia; na tym też drzewie mieściło się gniazdo), wyściółkę – obfite pokłady mchów i delikatnych korzeni, splecione razem tak, że całość przypominała gniazda drozdów. Gniazda opisane przez Perkinsa miały być podobne do gniazd hawajek, jednak większe, zbudowane z suchych liści, gałęzi i korzonków.

## Status i zagrożenia
IUCN uznaje klarnetnika bladego za gatunek krytycznie zagrożony wyginięciem, być może wymarły (CR(PE), Critically Endangered [Possibly Extinct]), zaś klarnetnika brązowego klasyfikuje osobno jako gatunek wymarły (EX, Extinct). Według ujęcia, w którym klarnetnik brązowy uznawany jest za odrębny gatunek, jedynym być może jeszcze żyjącym taksonem jest M. l. rutha. Podgatunek nominatywny jest wymarły, zaobserwowano jego przedstawiciela po raz ostatni w 1934. Ostatnią obserwację M. l. rutha przeprowadzono latem 1980 na płaskowyżu Oloku'i. Gatunku nie można uznać za wymarły, gdyż wspomniany płaskowyż nie był współcześnie obiektem badań terenowych i być może żyją na nim jeszcze klarnetniki blade.
- Oʻahu: poza Bloxamem w 1825 nikt nie zaobserwował klarnetników brązowych[8]. W 1837 na wyspie przebywało dwóch kolekcjonerów, J.K. Townsend i F. Deppe. Mimo że stacjonowali po innej stronie Nuuanu niż Bloxam (po zawietrznej), najprawdopodobniej musieli dotrzeć i w tereny, na których obserwowano w poprzedniej dekadzie klarnetniki brązowe. Nie zanotowali jednak ich obecności[9]. Dokładna data wymarcia tego podgatunku jest nieznana[8][22].
- Lānaʻi: według Munro klarnetniki blade zaczęły znikać z wyspy wraz z rozbudową Lanai City w 1923, w 1931 nie słyszał już ich pieśni. Przekonany był, że wymieranie klarnetników zachodzi na skutek chorób drobiu przenoszonych przez komary[8]. Ostatnia obserwacja miała miejsce w 1934[14].
- Molokaʻi: między 1888 i 1907 klarnetniki blade były pospolite na wyspie[14]. W 1903 Perkins napisał, że nadal występują w pozostałych skrawkach lasu, z których zniknęły inne rdzenne gatunki, lecz wolą gęstsze lasy[20]. Do połowy lat 30. XX wieku klarnetniki blade stały się rzadkie. Ostatnie wiarygodne obserwacje poczyniono w lipcu 1975, lecie 1979 i lecie 1980. Pojawiały się doniesienia o obserwacjach w 1988, 1994 i 2005, jednak uznano je za niewiarygodne[14]. Większość historycznego zasięgu w rezerwacie Pelekunu Preserve i na terenie góry Kamakou została przeszukana podczas prac terenowych (1995, 2001); prawdopodobnie klarnetniki blade zniknęły z tego terenu. Podgatunku (i tym samym już ostatecznie całego gatunku) nie można uznać za wymarły, gdyż izolowany płaskowyż Olokui nie został w ostatnich latach przeszukany. Współcześnie niecała połowa obszaru chronionego  Olokui Natural Area Reserve obejmuje odpowiednie dla klarnetników bladych środowisko[22].
- Maui: W latach 50. XIX wieku pojawiły się pogłoski o obserwacji klarnetników bladych na Maui. Później odkryto tam szczątki subfosylne[8][10]. Między 1901 a 1907 David Sharp wspomniał o pewnym rdzennym mieszkańcu dobrze zaznajomionym z klarnetnikami bladymi, według którego 30 lat wcześniej ptaki te miały być pospolite w Iao Valley w zachodniej części wyspy[20].

Mocny spadek liczebności klarnetników bladych prawdopodobnie został wywołany przez wprowadzenie przenoszących choroby komarów i niszczenie środowiska. Do niedawna komary ograniczone były do terenów nizinnych, ale w ostatnim ćwierćwieczu XX wieku wskutek niszczenia izolowanych lasów deszczowych przez świnie poszerzyły swój zasięg. Wyżyny Molokaʻi prawdopodobnie są zbyt małe, by mogły stanowić wolną od chorób ostoję. Poza poszerzaniem zasięgu komarów roznoszących zarodźca malarii Plasmodium relictum świnie uczestniczą w rozprzestrzenianiu się inwazyjnych obcych roślin, konkurencyjnych wobec gatunków rodzimych dla podszytu lasu. Potencjalnym zagrożeniem jest też niszczenie środowiska przez introdukowane na wyspy aksisy czytale (Axis axis).